# Folkušová
Folkušová (hongrois : Folkusfalva) est un village de Slovaquie situé dans la région de Žilina.

## Histoire
La première mention écrite du village date de 1331.

## Démographie

### Évolution de la population
| Année:               | 1994. | 2004.   | 2014.   | 2024.    |
| -------------------- | ----- | ------- | ------- | -------- |
| Nombre de personnes: | 130   | 128     | 137     | 158      |
| Différence:          |       | -1,53 % | +7,03 % | +15,32 % |

| Année:               | 2023. | 2024.   |
| -------------------- | ----- | ------- |
| Nombre de personnes: | 157   | 158     |
| Différence:          |       | +0,63 % |